# Grjótskálahorn
Grjótskálahorn är en bergstopp i republiken Island. Den ligger i regionen Västfjordarna, 200 km norr om huvudstaden Reykjavík. Toppen på Grjótskálahorn är 891 meter över havet.
Närmaste större samhälle är Þingeyri, omkring 10 kilometer nordost om Grjótskálahorn. Trakten runt Grjótskálahorn består i huvudsak av gräsmarker.